# Quartausius dalmatinus
Quartausius dalmatinus är en insektsart som beskrevs av Dlabola 1974. Quartausius dalmatinus ingår i släktet Quartausius och familjen dvärgstritar. Inga underarter finns listade i Catalogue of Life.